# Holger Rosenberg
Holger Rosenberg (* 1. Mai 1955 in Hamburg; † 5. Februar 2001 ebenda) war ein deutscher Autor und international anerkannter Fachmann für historisches Papiergeld.

## Leben
Holger Rosenberg beschäftigte sich schon früh mit historischen Dingen. Sein Vater Harry führte den bekannten „Harrys Hamburger Hafenbasar“, in dem Sammler neben Antiquitäten und Kuriositäten aus aller Welt auch Münzen und Banknoten erhalten konnten. Holger Rosenberg wurde schon früh zusammen mit seinen Geschwistern in den väterlichen Betrieb eingeführt. Bei der Vielfalt der Sammelgebiete, die er hier kennenlernte, packte ihn die Leidenschaft für das Papiergeld.
Am 1. November 1980 eröffnete er in Hamburg ein eigenes Geschäft. Der anfängliche Münzen- und Banknotenhandel wurde im Laufe der Jahre zu einem Banknotenfachgeschäft, das im September 1989 zu einem Auktionshaus ausgeweitet wurde. Der Einzelhandel wurde langsam aufgegeben, das Auktionshaus forderte alle Kräfte. Die Auktionen gewannen von Jahr zu Jahr an Ansehen, Händler und Sammler aus aller Welt nahmen interessiert Notiz von seinen Angeboten, da er Banknoten für Privatsammler anbieten konnte, deren Existenz nur in wenigen Museen belegt war. Das Auktionshaus wird heute von der Karl-Heinz Cortrie GmbH weitergeführt.
Der im Jahre 1970 ursprünglich von seinem Vater Harry herausgegebene und von Manfred Mehl bearbeitete Katalog „Die Banknoten des Deutschen Reiches ab 1871“ wurde unter seinem Namen (seit der 6. Auflage 1985/1986) zu einem in aller Welt anerkannten Handbuch. Die von Harry und Holger Rosenberg eingeführte Katalogisierung „Ro.“ wird heute bei Sammlern von deutschen Banknoten als Standard genutzt.
Während der Vorbereitungsarbeiten zur 12. Auflage verstarb Holger Rosenberg im Frühjahr 2001. Er überlebte damit seinen Vater Harry nur um wenige Monate.
Der „Rosenberg-Katalog“ wird seit der 12. Auflage unter seinem Namen aber mit dem neuen Titel „Die deutschen Banknoten ab 1871“ durch Hans-Ludwig Grabowski als Bearbeiter fortgeführt.